# (4142) Dersu-Uzala
(4142) Dersu-Uzala – planetoida przecinająca w swej drodze wokół Słońca orbitę Marsa.

## Odkrycie
Asteroida (4142) Dersu-Uzala została odkryta w 28 maja 1981 w Obserwatorium Kleť przez czeską astronom Zdeňkę Vávrovą.
Nazwa pochodzi od bohatera filmu, który reżyserował Akira Kurosawa pt. Dersu Uzała, nakręconego na podstawie książek, które napisał Władimir Arsienjew. Przed jej nadaniem planetoida nosiła oznaczenie tymczasowe (4142) 1981 KE.

## Orbita
Orbita planetoidy (4142) Dersu-Uzala nachylona jest pod kątem 26,5˚ do ekliptyki, a jej mimośród wynosi 0,151. Ciało to krąży w średniej odległości 1,91 j.a. wokół Słońca. Peryhelium orbity znajduje się 1,62 j.a., a aphelium 2,2 j.a. od Słońca. Na jeden obieg Słońca asteroida ta potrzebuje 2 lata i 234 dni.

## Właściwości fizyczne
Jest to ciało, które ma najprawdopodobniej nieregularny kształt. Absolutna wielkość gwiazdowa (4142) Dersu-Uzala wynosi 13,6m.